# Теано
Теано, також Феано (грец. Θεανώ) — учениця і дружина давньогрецького філософа, великого математика і мудреця — Піфагора, який жив у VI—V ст. до н. е.

## Біографія
Після повернення зі своїх мандрівок Піфагор заснував школу або, як її часто називають, університет в Кротоні, дорійській колонії на Півдні Італії. Спочатку у Кротоне на нього дивилися скоса, але через деякий час можновладці в цьому місті вже шукали його порад в справах величезної важливості. Він зібрав навколо себе невелику групу відданих учнів, яких посвятив у глибоку мудрість, йому відкриту, а також в основи окультної математики, музики, астрономії, які розглядалися їм як трикутна підстава для всіх мистецтв і наук.
У віці 60 років Піфагор одружився зі своєю ученицею Феано, дівчиною дивовижної краси, яка підкорила серце мудрого філософа своєї чистої і полум'яною любов'ю, безмежною відданістю і вірою.
Відомо, що вона була найважливішим слухачем у школі Піфагора. Про це свідчить задача з Палатинської антології — найвідоміші збірки Х-ХІV ст.
— Скажи мені, знаменитий Піфагор, — скільки учнів відвідують твою школу і слухають твої бесіди?
— Половина з них вивчають математику, четверта частина — музику, сьома частина мовчить і, крім того, є ще три жінки.
Злиття цих двох життів виявилося досконалим. Феано перейнялася ідеями чоловіка з такою повнотою, що після його смерті вона стала центром піфагорійского ордена, і один з грецьких авторів наводить, як авторитет, її думки стосовно вчення Чисел. (Е. Шюре. Великі Посвячені)
Сім'я Піфагора була справжнім зразком для всього ордена, його будинок називали храмом Церери, а двір — храмом Муз.
Феано народила Піфагору двох синів і дочку, всі вони були вірними послідовниками свого Великого батька. Один з синів Піфагора став згодом вчителем Емпедокла і познайомив його з таємницями піфагорійського вчення. Доньці Дамо Піфагор довірив зберігання своїх рукописів. Після смерті батька і розпаду союзу Дамо жила в бідності, їй пропонували великі суми за манускрипти, але вірна волі батька, вона відмовилася віддати їх в сторонні руки.